# Шаењ
Шаењ (фр. Chahaignes) је насељено место у Француској у региону Лоара, у департману Сарт.
По подацима из 2011. године у општини је живело 764 становника, а густина насељености је износила 33,46 становника/km².

## Демографија
| 1962. | 1968. | 1975. | 1982. | 1990. | 2011. |
| ----- | ----- | ----- | ----- | ----- | ----- |
| 912   | 864   | 865   | 775   | 785   | 764   |